# Daniel De Silva
Daniel Peter De Silva (Perth, Australia, 6 de marzo de 1997) es un futbolista australiano, de origen portugués. Juega de volante y su actual equipo es el Sydney FC de la A-League de Australia.

## Selección nacional
Ha sido internacional con la selección de fútbol sub-20 de Australia

### Participaciones en Copas del Mundo
| Mundial                               | Sede    | Resultado    |
| ------------------------------------- | ------- | ------------ |
| Copa Mundial de Fútbol Sub-20 de 2013 | Turquía | Primera fase |

## Clubes
| Club                      | País         | Año         |
| ------------------------- | ------------ | ----------- |
| Perth Glory               | Australia    | 2013 - 2017 |
| Roda JC Kerkrade (cedido) | Países Bajos | 2015 - 2017 |
| Central Coast Mariners    | Australia    | 2017 -      |
| Sydney FC (cedido)        | Australia    | 2018 -      |

## Palmarés

### Títulos nacionales
| Título   | Club      | País      | Año  |
| -------- | --------- | --------- | ---- |
| A-League | Sydney FC | Australia | 2019 |